# 9044 Kaoru
9044 Kaoru (1991 KA) là một tiểu hành tinh vành đai chính được phát hiện ngày 18 tháng 5 năm 1991 bởi S. Otomo và O. Muramatsu ở Kiyosato.